# 野屋根

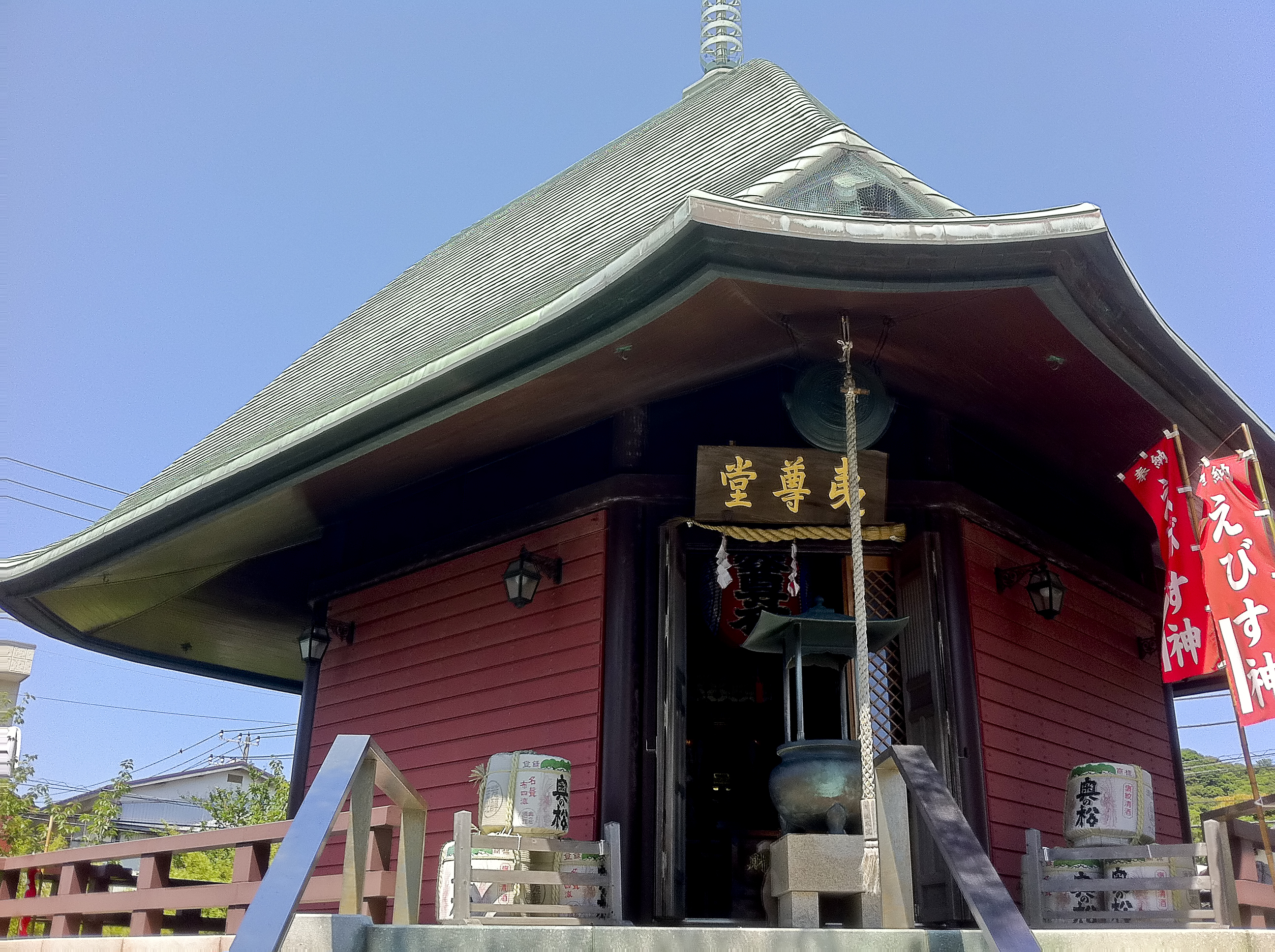
野屋根，即角度极其倾斜、带有水平屋檐的屋顶。（图为镰仓市的本覚寺夷尊堂）

野屋根是一种广泛应用于日本佛教寺院和神道教神社的一种屋顶，发明于平安時代的日本，其最早的应用可追溯到公元990年于大火重建后的法隆寺大讲堂。野屋根由两层屋顶组成，外层屋顶角度倾斜，伴有水平屋檐；内层屋顶仅在屋檐下可见，因此被称为“野屋根”（“野”意为“隐藏的”） 外层屋顶名为化粧屋根，即“装饰屋顶”之意。

## 历史及结构

一座庙宇顶部的切面图，图中展示出了野屋根的内部结构。

日本佛教建築和多数神社建築并非当地原产，而是随着佛教于约6世纪时从中国和朝鮮半島传入日本。日本的气候与亚洲大陆气候有些许不同，因此需要进行结构改良。其中，平安时代年间（794-1185）发明的野屋根是最不可或缺的改进。
奈良时代时，人们认为屋顶的结构构件仅供装饰用，故刻意将其暴露在外。支撑屋檐的椽位于房屋内部，人站在其下方可清楚地看到其结构；椽的上方放有屋面材料，如木瓦。图中所示的是法隆寺本堂或五层宝塔的结构。由于日本相比中国北方或朝鮮半島而言更为潮湿，故屋顶更加陡峭，以便加速雨水下落。同时，因为寺庙墙面易受潮且房顶缺少排水渠，屋檐与墙面之间须有较长的一段距离。房顶越斜，屋檐与墙的距离越长。故窗户的采光也更少，湿度也得以保持。
日本工匠提出的解决方案是在天花板上搭建一层隐藏的房顶，将非结构性的椽作为美学要素。野屋根上突出了微斜屋檐的几根主椽。外层房顶的结构性组件搭建在其上，外层屋檐的倾斜度完全独立于内层屋檐。野屋根最早应用于公元990年建造的法隆寺大讲堂，但在20世纪30年代进行修复工作时才为人所知。

## 影响

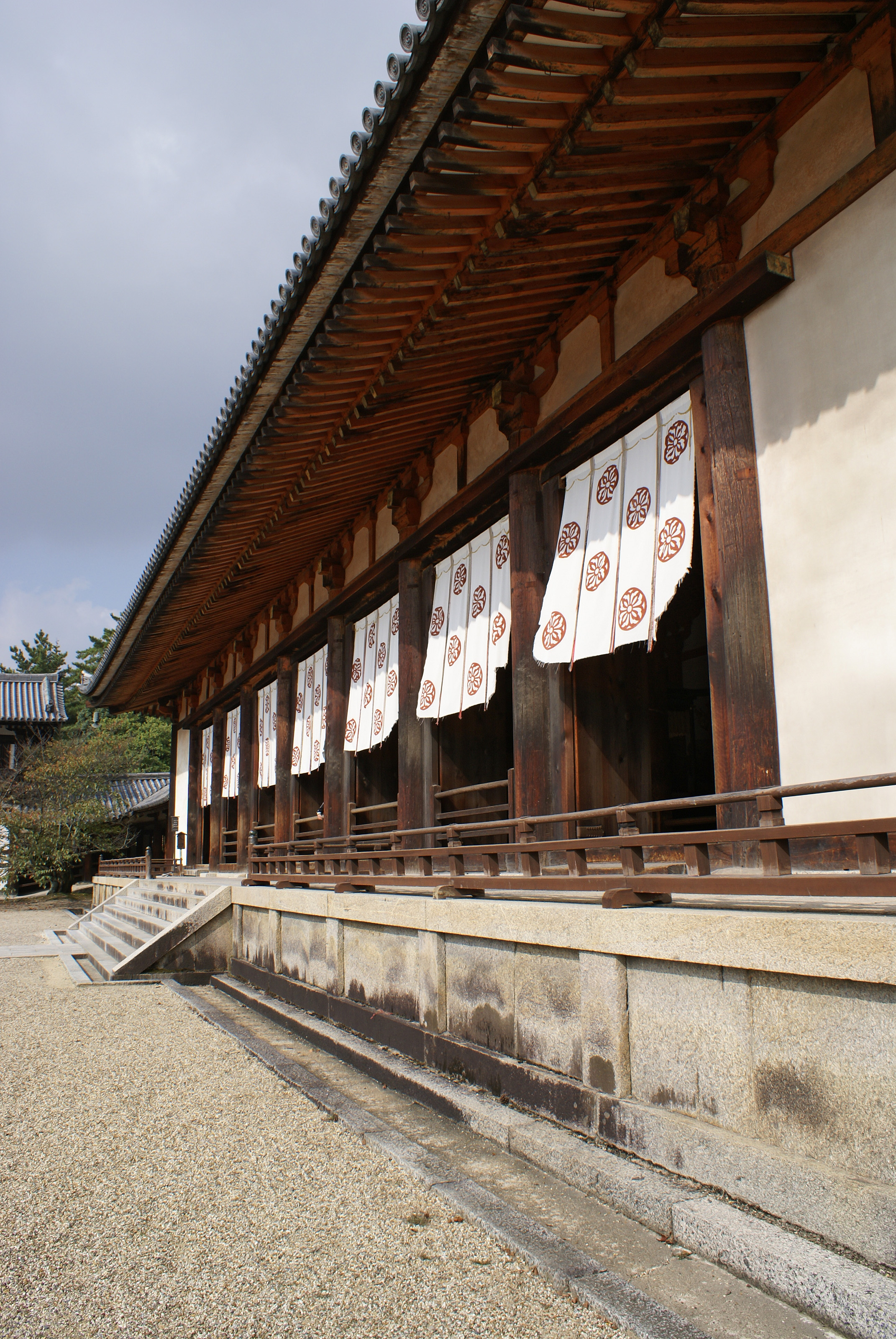
法隆寺大讲堂有着现存最早的野屋根

野屋根不仅解决了排水问题，还扩大了采光，使其与亚洲大陆的其他寺庙迥然不同。野屋根这一改进极其成功，它被迅速应用到日本各地。不过公元12世纪从中国传入的大佛样风格并未采用野屋根。另外，现存的禅宗寺院所采用的禅宗样大致与大佛样一时间传入日本，禅宗样使用野屋根。
由于野屋根可在不影响底层建筑的情况下改变屋顶结构，它的存在也间接产生了许多结构革新。例如富貴寺大殿的内部空间为矩形，但屋顶为正方形。建筑师还研究了多种利用两层屋顶之间空间的方法，如在京都的淨瑠璃寺（1107）中，工程师升高了大堂的部分天花板给室内提供空间。之后，升高庙宇的天花板成了家常便饭。
佛教建筑中的建筑变化在神道教建筑风格中也得以体现。春日造、流造、八幡造、日吉造均受到建筑演变的影响，而神明造、大社造和住吉造则没有采用野屋根这一技法。

### 山牆饰

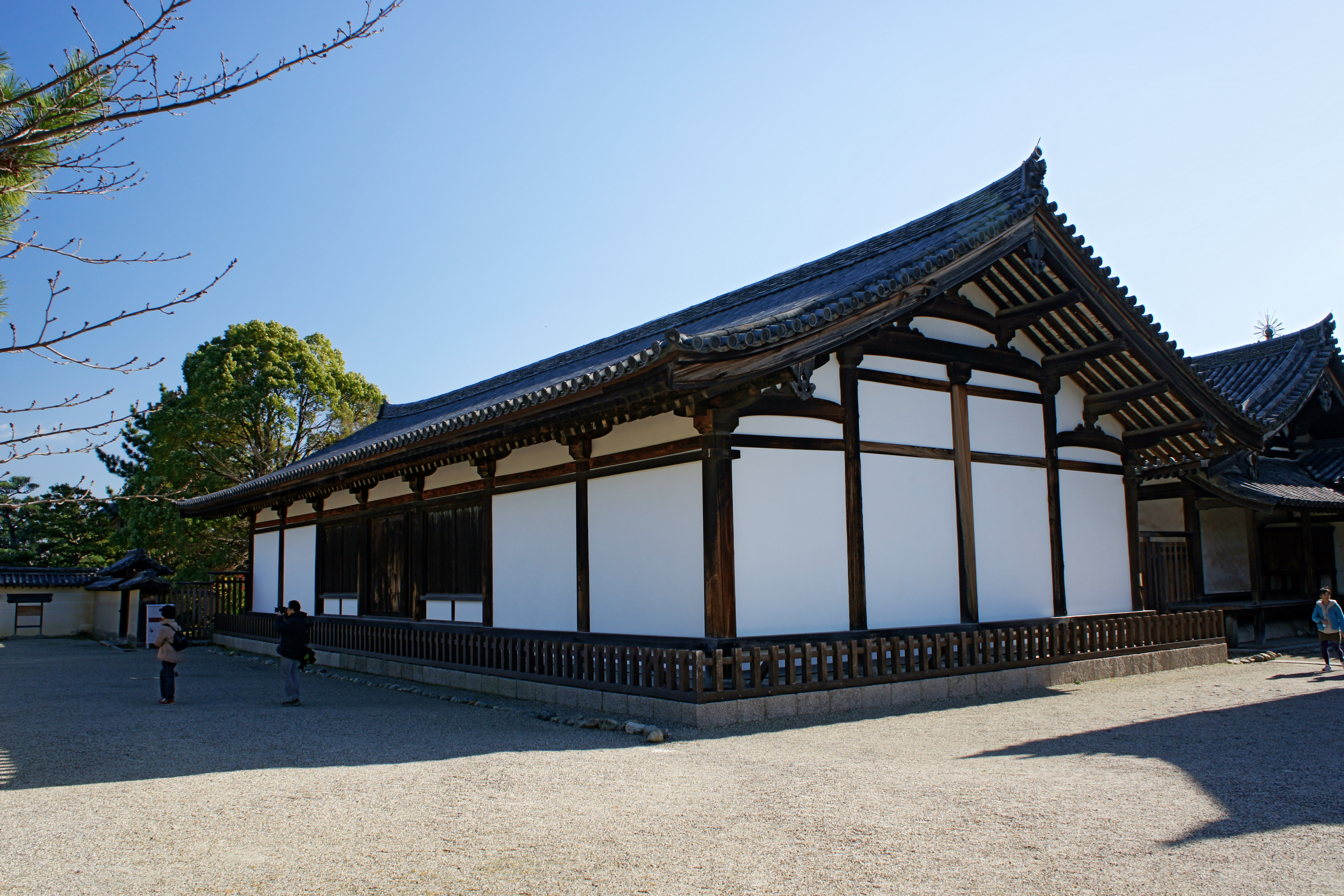
法隆寺的传法堂。支撑结构在山墙上可见

在野屋根发明之前，山牆飾（妻飾）被刻意暴露在外。参见右侧法隆寺传法堂图，山墙上可见的棕色部分为支撑房顶的结构的一部分。在使用野屋根的建筑中，山牆饰仅作为装饰性的存在，而非真实的支撑结构的一部分。

### 中備

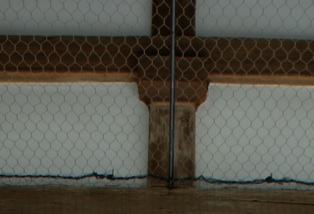
唐招提寺斗栱上的駝峰

野屋根同时改变了駝峰（中備）的角色。中备是用于支撑斗栱的支柱结构。
随着野屋根的发明，原用于支撑屋顶的駝峰变得多余，后仅作装饰使用。其存在有多种形式，常见为和样风格。

## 脚注
1. ↑  又名野小屋（nokoya，即“隐藏的小屋”之意）。“小屋”是指房顶与天花板之间的空间。